# Psednos dentatus
Psednos dentatus är en fiskart som beskrevs av Chernova och Stein 2002. Psednos dentatus ingår i släktet Psednos och familjen Liparidae. Inga underarter finns listade i Catalogue of Life.